# Campeonato Nacional de Rodeo de 1985
El Campeonato Nacional de Rodeo de 1985 fue la versión número 37 del popularmente conocido como Champion de Chile. Se disputó entre el 30 de marzo y el 1 de abril de 1985 en la Medialuna Nacional, ubicada en la histórica ciudad de Rancagua. 
Los campeones fueron Hernán Cardemil y Juan Pablo Cardemil, quienes montaron a las yeguas "Rumana" y "Atinada", obteniendo un total de 25 puntos.

## Desarrollo

El movimiento de la rienda fue ganado por el entonces joven jinete Luis Eduardo Cortés.

La serie de campeones se disputó bajo una lluvia torrencial, sin embargo no alejó a los espectadores, que acudieron en masa a la principal medialuna de Chile. Los campeones fueron Hernán Cardemil y su hijo Juan Pablo, siendo la primera vez en la historia del rodeo chileno, que los campeones de Chile son una collera integrada por padre e hijo. La collera campeona, pertenecientes a la Asociación Curicó, alcanzó un total de 25 puntos, montando a las yeguas "Rumana" y "Atinada". Si se toma el dato de que son padre e hijo, sorprende bastante, sin embargo no es mucha sorpresa sabiendo que pertenecen a una familia de grandes jinetes como Ramón Cardemil, Hugo Cardemil, Alberto Cardemil, entre otros. Este triunfo fue el 10.º de la Asociación Curicó.
El segundo lugar fue para los jóvenes Hugo Navarro y Felipe Jiménez, de 27 y 25 años respectivamente. Esta collera quería alcanzar el bicampeonato ya que eran los campeones defensores, pero después de una gran actuación alcanzaron "solo" el vicecampeonato, montando a "Vanidoso" y a "Aunquincano". En el tercer lugar se ubicaron los también jóvenes jinetes Gonzalo Vial y Galo Bustamante en "Catete" y "Cachorrito", en esta final destacaban también Juan Carlos Loaiza con tres colleras en la final y primero en el ranking de jinetes junto a su hermano Alejandro, además de Gonzalo Urrutia y Felipe Urrutia. Debido a la gran actuación de jinetes jóvenes la prensa bautizó a este campeonato como "El Champion de la Juventud".
La final del movimiento de la rienda también fue ganada por un joven jinete. Con 24 años, El Negro Cortés sale campeón en el "Carretero" con 54 puntos. Por su parte el tradicional "sello de raza" fue para el ejemplar "Reservado", de propiedad de Daniel Calvo.

## Resultados

### Serie de campeones
| Cuarto Animal 1985 | Cuarto Animal 1985                     | Cuarto Animal 1985              | Cuarto Animal 1985 | Cuarto Animal 1985 |
| ------------------ | -------------------------------------- | ------------------------------- | ------------------ | ------------------ |
| Lugar              | Jinetes                                | Caballos                        | Asociación         | Puntaje            |
| 1.º                | Hernán Cardemil y Juan Pablo Cardemil  | "Rumana" y "Atinada"            | Curicó             | 25                 |
| 2.º                | Hugo Navarro y Felipe Jiménez          | "Vanidoso" y "Aunquincano"      | Curicó             | 24                 |
| 3.º                | Gonzalo Vial Jr. y Regalado Bustamante | "Catete" y "Cachorrito"         | O'Higgins          | 22                 |
| 4.º                | Juan Carlos Loaiza y Alejandro Loaiza  | "Riña" y "Galopera"             | Valdivia           | 21                 |
| 5.º                | Adán Urbano y Carlos Salamé            | "Piropera" y "Embrujada"        | Atacama            | 18                 |
| 6.º                | Hugo Cardemil y Guillermo Barra        | "Salteador III" y "Pensamiento" | Curicó             | 11                 |

## Cuadro de honor temporada 1984-1985

### Jinetes
- 1.º Juan Carlos Loaiza[5]
- 2.º Jesús Bustamante
- 3.º Alejandro Loaiza
- 4.º Gonzalo Vial
- 5.º Ramón González
- 6.º Felipe Jiménez
- 7.º Ricardo de la Fuente
- 8.º Juan Pablo Cardemil
- 9.º Gonzalo Urrutia
- 10.º Adán Urbano

### Caballos
- 1.º Catete
- 2.º Cachorrito
- 3.º Salteador III
- 4.º Caldillo
- 5.º Torero
- 6.º Roto Diablo
- 7.º Piadoso
- 8.º Araucano
- 9.º Pistolero
- 10.º Hornero II

### Yeguas
- 1.º Rumena
- 2.º Atinada
- 3.º Piropera
- 4.º Barquilla
- 5.º Riña
- 6.º Esperanza
- 7.º Galopera
- 8.º Gavilla
- 9.º Esponja
- 10.º Rodaja

### Potros
- 1.º Barbeta
- 2.º Bellaco
- 3.º Aguacero
- 4.º Vanidoso
- 5.º Choclo
- 6.º Reservado
- 7.º Campesino
- 8.º Zorzalero
- 9.º Peralillo
- 10.º Gorgoriko